# Börje Vestlund
Lars Börje Vestlund, född 2 februari 1960 i Ljusdal, död 22 september 2017 i Hägerstens distrikt i Stockholm, var en svensk politiker (socialdemokrat), som var riksdagsledamot 2002–2017 för Stockholms kommuns valkrets.

## Bakgrund
Börje Vestlund föddes i Ljusdal i Hälsingland, men växte upp i Sundsvall och Norrköping. Efter en avbruten gymnasieutbildning började Vestlund tidigt att arbeta inom restaurangbranschen, till att börja med i Norrköping. År 1979 flyttade han till Linköping och började som servitör på Frimurarehotellet.
Under sin tid som restauranganställd blev Vestlund fackligt aktiv och hade under en tioårsperiod ett antal fackliga uppdrag på det lokala planet. År 1989 anställdes han som ombudsman på Hotell- och restaurangfackets Stockholmsavdelning.

## Politiskt arbete
Under perioden 1994–2002 var Vestlund först ersättare och sedan ledamot av Stockholms kommuns kommunfullmäktige. Under denna period hade han uppdrag i ett antal styrelser och nämnder bland annat var han en tid ordförande för Kista stadsdelsnämnd och senare även vice ordförande i Gatu- och Fastighetsnämnden.
Vestlund kandiderade och kom in riksdagen för Socialdemokraterna år 2002 i valkretsen Stockholms kommun, och satt under perioden 2002–2006 som ersättare i trafikutskottet, skatteutskottet, socialförsäkringsutskottet och EU-nämnden. Vestlund nedlade under mandatperioden det mesta av sitt arbete i trafikutskottet och EU-nämnden. I samband med valet 2006 miste Vestlund sin riksdagsplats, men då Carin Jämtin blev oppositionsborgarråd i Stockholm ersatte han henne. Vestlund blev då först ersättare och senare ledamot i näringsutskottet samt ersättare i civilutskottet.
Vestlund viktigaste frågor i den socialdemokratiska riksdagsgruppen var näringslivsfrågor och fackliga rättigheter. Han tillhörde dem som arbetade inom den socialdemokratiska riksdagsgruppen för att få till ett tydligare ställningstagande för den svenska avtalsmodellen i samband med Lissabonfördraget. Vestlund kandiderade till Europaparlamentet i valet 2009.

## Engagemang utanför politiken
Vestlund var sedan 2006 ordförande i riksdagens HBT-grupp och kassör i HBT-socialdemokrater Sverige sedan 2008. Vid sidan av det partipolitiska och fackliga arbetet var Vestlund, sedan 1980-talet, aktiv i RFSL, till att börja med lokalt i Linköping och sedan, under 1990-talet, under ett antal år förbundskassör och förbundsrevisor.
Vestlund var mellan 2004 och 2017 ledamot i styrelsen för Svenska Epilepsiförbundet.